# Štefan Füle

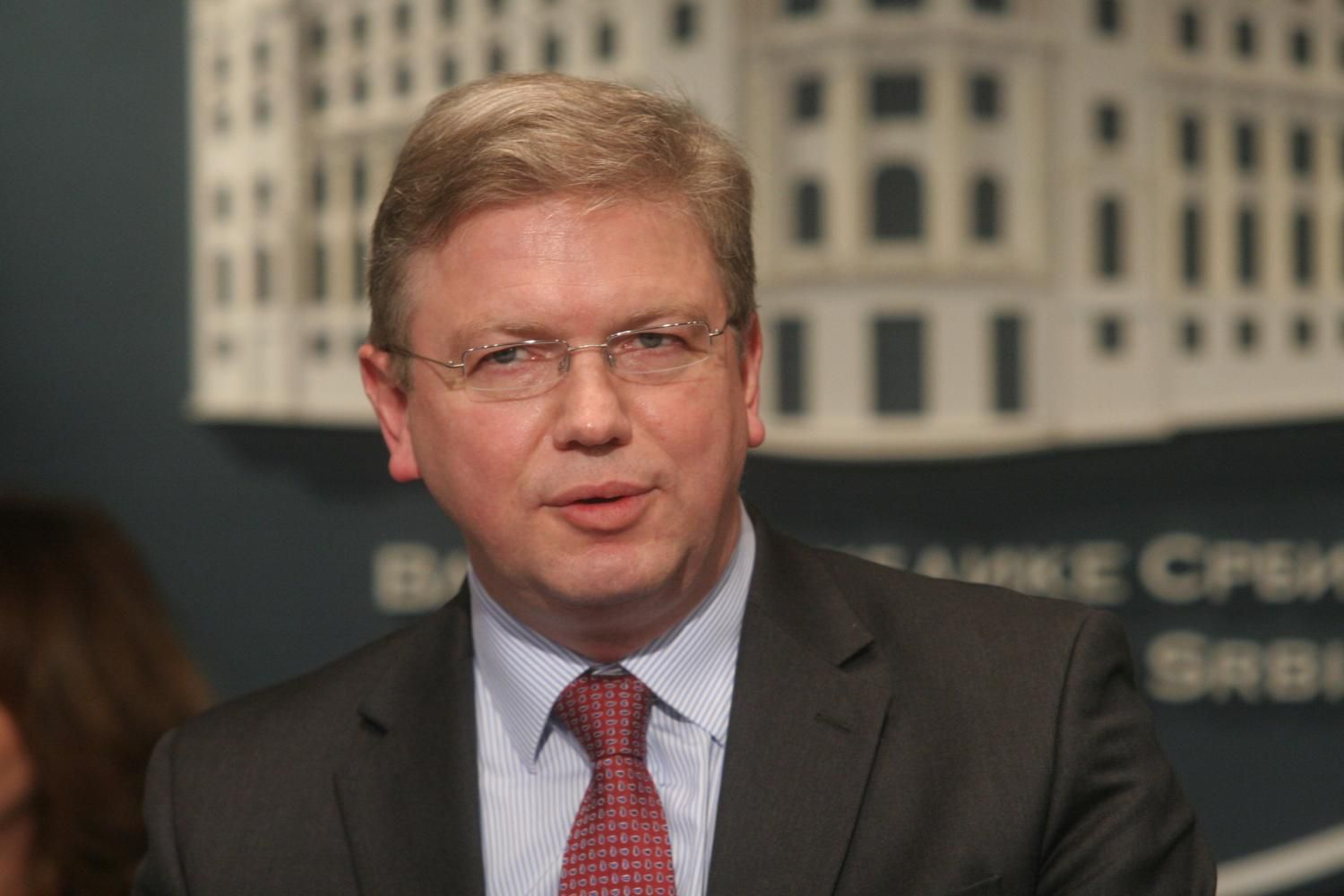
Štefan Füle (2013)

Štefan Füle (* 24. Mai 1962 in Sokolov) ist ein tschechischer Diplomat, ehemaliger parteiloser Minister für europäische Angelegenheiten in der Regierung Fischer. Er war von 2010 bis 2014 Mitglied der Europäischen Kommission Barroso II.

## Leben
Füle begann 1980 ein Studium an der Philosophischen Fakultät der Karls-Universität Prag und wechselte 1981 an das Staatliche Institut für Internationale Beziehungen in Moskau, wo er sein Studium 1986 abschloss. Von 1982 bis 1989 war er Mitglied der Kommunistischen Partei der Tschechoslowakei. 1987 trat er in den diplomatischen Dienst der Tschechoslowakei ein, 1988 nahm er am UN-Studienprogramm für Abrüstung teil.
Von 1990 bis 1995 war Füle als erster Sekretär der Ständigen Vertretung der Tschechoslowakei bzw. ab 1993 Tschechiens bei den Vereinten Nationen tätig. Nach seiner Rückkehr war er Chef der Abteilung „Internationale Organisationen“ im Prager Außenministerium und war an den Verhandlungen zum NATO-Beitritt Tschechiens beteiligt. Von 1998 bis 2001 wirkte er als Botschafter seines Landes in Litauen sowie von 2003 bis 2005 in Großbritannien. In den Jahren 2001 und 2002 war er erster Stellvertreter des Verteidigungsministers Jaroslav Tvrdík. Ab Juli 2005 war er Ständiger Vertreter Tschechiens im Range eines Botschafters bei der NATO.
Von 8. Mai bis 30. November 2009 war Füle in der Regierung von Jan Fischer Minister für europäische Angelegenheiten. Am 10. November 2009 wurde er von der tschechischen Regierung als EU-Kommissar für Erweiterung und Europäische Nachbarschaftspolitik unter José Manuel Barroso nominiert. Er hatte das Amt am 10. Februar 2010 bis zum 31. Oktober 2014 inne.
Füle gehört zu den 89 Personen aus der Europäischen Union, gegen die Russland im Mai 2015 ein Einreiseverbot verhängt hat.
Štefan Füle ist verheiratet und hat zwei Töchter und einen Sohn.

## Ehrungen
- Orden des litauischen Großfürsten Gediminas 3. Klasse (2002)
- Verdienstkreuz des tschechischen Verteidigungsministers 1. Klasse (2002)
- Auszeichnung Zlatá lípa (Goldenes Lindenblatt) des tschechischen Verteidigungsministers (2008).